# Muscicapa adusta
Muscicapa adusta е вид птица от семейство Muscicapidae. Видът е незастрашен.

## Разпространение
Видът е разпространен в Ангола, Бурунди, Екваториална Гвинея, Еритрея, Етиопия, Замбия, Зимбабве, Камерун, Демократична република Конго, Кения, Малави, Мозамбик, Нигерия, Руанда, Судан, Свазиленд, Танзания, Уганда, Централноафриканската република, Южна Африка и Южен Судан.